# Gheorghe Dragomir
Gheorghe Dragomir (n. 12 ianuarie 1963, com. Istria, județul Constanța) este un politician român, fost membru al Parlamentului României. În cadrul activității sale parlamentare, Gheorghe Dragomir a fost membru în următoarele grupuri parlamentare de prietenie:
- în legislatura 2004-2008: Republica Afica de Sud, Republica Libaneză, Regatul Spaniei;
- în legislatura 2008-2012: Islanda, Irlanda, Republica Croația;
- în legislatura 2012-2016: Republica Irak, Republica Turcia, Republica Libaneză.